# 川上英一
川上 英一（かわかみ えいいち、1932年8月25日（92歳） − ）は、日本の作曲家・編曲家。 キングレコード専属作家のひとりで、小町昭・白石十四男とともに歌謡曲の編曲を手掛けた。大阪府出身。師匠は吉田矢健治。

## 主な作品

### 編曲
- 春日八郎「裏町夜曲」「妻恋峠」「俺と影法師」「郭公啼く里」「海猫の啼く波止場」「居酒屋」「あれから十年たったなァ」「ハマの女/復活」「椿の波止場・国後の女・夜はギターのふるさとだ」
- 丸山明宏「ヨイトマケの唄」
- 三橋美智也「あの娘が泣いてる波止場」「リンゴ村から」「母恋吹雪」「おさらば東京」「古城」「武田節」「星屑の町」「花恋し人恋し親恋し」「恋の風紋/火の国節」「あゝ高杉晋作」「雪小僧/紅の櫛」
- 若原一郎「船に灯がつきゃ」「東京ナイト」「ハンドル人生」「裏町のピエロ」「丘にのぼりて」「おーい中村君」

### 作曲
- 大月みやこ「母恋三味線」「潮来舟」「大阪夜霧」
- 三橋美智也「浜木綿の花咲けば」「涙そこどけ演歌が通る」「わらび摘み唄」
- 北耕一「夕愁」「星空」「小さな愛の日記」「慕情のひと」
- 堀川健「東京慕情」「ヒマラヤ杉の青い道」
- 矢上恵美子「赤い手袋」